# Wilhelm Eberhard von Faber
Wilhelm Eberhard (von) Faber (* 31. Dezember 1787 in Unterjesingen; † 9. Dezember 1872 in Urach) war ein deutscher Mediziner.

## Leben und Wirken
Nach seinem Schulbesuch absolvierte Wilhelm Eberhard Faber, ein Sohn des württembergischen evangelischen Pfarrers Immanuel Gottlieb Faber, zunächst in Winnenden eine Ausbildung zum Apotheker. Von 1807 bis 1810 arbeitete er dann als Apothekengehilfe in Basel. Im Jahre 1810 begann er an der Eberhard Karls Universität Tübingen mit dem Studium der Medizin. Bereits 1813 legte er in Stuttgart die ärztliche Staatsprüfung ab, kurz zuvor erfolgte seine Promotion an der Universität Tübingen bei Karl Friedrich Kielmeyer. Anschließend folgte seine Niederlassung als Arzt in Schorndorf, wo er bereits 1817 zum Oberamtsarzt ernannt wurde. In dieser Funktion betätigte er sich u. a. auch als Gerichtsmediziner und trat für die Impfung vor allem auch der Schulkinder ein. Schon früh widmete sich Faber aber auch dem wissenschaftlichen Austausch mit auswärtigen Medizinern, dem Aufbau einer eigenen Fachbibliothek, der Tätigkeit im württembergischen Ärzteverein und fachwissenschaftlichen Veröffentlichungen in medizinischen Zeitschriften und Monographien. 1853 wurde ihm vom württembergischen König Wilhelm I. der Orden der württembergischen Krone und der Personaladel verliehen. 1863 wurde er zum Medizinalrat ernannt und erhielt die Ehrenbürgerwürde der Stadt Schorndorf.
Faber, der mehreren wissenschaftlichen Gesellschaften angehörte, trat im Jahre 1865 in den Ruhestand und lebte zunächst in Oberndorf, dann zuletzt in Urach.

## Veröffentlichungen (Auswahl)
- Leichenschau-Ordnung für das Oberamt Schorndorf. Gmünd 1829.
- Briefe an einen Landgeistlichen über die epidemische Cholera. Metzler, Stuttgart 1832.
- Das Schwefelbad zu Winterbach im Oberamt Schorndorf. Mayer, o. O. 1835 (Reprint: Hennecke, Remshalden-Buoch 1994).
- Die Wuthkrankheit der Thiere und des Menschen. Mit Benützung der Akten des Königlich württembergischen Medizinal-Kollegiums. Bd. 1: Die Wuthkrankheit der Thiere. Macklot, Karlsruhe 1846 (Volltext); Bd. 2: Die Wuthkrankheit des Menschen, ebd. (Volltext).
- Anleitung zur gerichtsärztlichen Untersuchung neugeborner Kinder bei zweifelhaften Todesarten. Hallberger, Stuttgart 1855 (Volltext).
- Resultate von einer Reihe Legalsectionen mit Bemerkungen über den Selbstmord. In: Deutsche Zeitschrift für Staatsarzneikunde, N.F., Bd. 8 (1856), S. 67–100.